# Paul Barber
Paul Barber (su nombre original es Patrick Barber), nacido el 18 de marzo de 1951, es un actor inglés. Nació en Liverpool, Merseyside. Cuenta con más de 30 años de carrera actoral. Es principalmente conocido por sus actuaciones como Denzil en Only Fools and Horses y como Horse en The Full Monty.

## Primeros años
A la edad de siete, después de que su madre muriera de tuberculosis, entró al sistema de cuidados en Merseyside. Su padre murió cuando Paul (Paddy como era conocido) y su hermano eran muy jóvenes.

## Carrera como actor en teatro y televisión
Barber subió por primera vez a un escenario en el musical Hair. Su primer rol protagónico en televisión fue como Sam «Lucky» Ubootu en la producción de 1974 Lucky, rodad en Liverpool para Granada TV. En la serie interpretó a un jefe mafioso y vicioso en la serie de televisión inglesa Gangsters de 1975 a 1978. Interpretó a Louis St John en cuatro episodios de I Didn't Know You Cared, de 1976 a 1978. Su siguiente rol estelar fue junto a Philip Whitchurch en la comedia de televisión de los 80's 'Los hermanos McGregor'.
Barber ha trabajado extensivamente en la televisión británica en programas como To the Manor Born (1979), Minder (1980), Don't Tell Them Willie Boy Was Here, Only Fools and Horses (1981–2003), Boys from the Blackstuff (1982), The Front Line, Cracker y
Brookside (1994). Realizó una actuación especial en el primer episodio de The Green Green Grass, un spin-off de Only Fools And Horses. Paul es más reconocido por su actuación en esta obra y aún atiende convenciones de este programa.
En 2008 tuvo una pequeña participación en la ópera ligera Coronation Street interpretando a Nelson, el dueño de un club. Apareció también en Casualty el 13 de agosto de 2011, interpretando a un oficial de policía.

## Cine
Ha realizado pequeñas interpretaciones en la pantalla grande en las adaptaciones al cine de Porridge (1979) y The Long Good Friday (1980).
Pero Barber es más conocido por su interpretación como Horse, uno de los desempleados strippers en la película de 1997 The Full Monty. En 2001 volvió a reunirse en pantalla con su compañero de Full Monty Robert Carlyle y Samuel L. Jackson en el filme The 51st State.